# Leitha
Leitha (tiếng Đức: Leitha [ˈlaɪ̯ta]; tiếng Hungary: Lajta, Lajtha, trước đây là Sár (-víz); tiếng Séc và tiếng Slovak: Litava) là một con sông ở Áo và Hungary, một nhánh bên phải của sông Danube. Nó dài 120,8 km (75,1 mi) (168,5 km (104,7 mi) bao gồm cả sông nguồn của nó Schwarza). 

## Từ nguyên
Sông Lithaha ở Carolingian Avar March lần đầu tiên được đề cập đến trong một chứng thư năm 833 do Louis người Đức, con trai của hoàng đế Carolingian Louis the Pious và là người cai trị công quốc Bavaria. Tên tiếng Đức cao địa cổ có lẽ dùng để chỉ ký hiệu của người Pannonian (Illyrian) cho "bùn", như được duy trì trong tên Hungary trước đây là Sár (xem mocsár: đầm lầy).